# غايتانو ليتيزيا
غايتانو ليتيزيا (بالإيطالية: Gaetano Letizia)‏ (29 يونيو 1990 بنابولي في إيطاليا - ) هو لاعب كرة قدم إيطالي في مركز الدفاع. لعب مع نادي كاربي وASD Real Agro Aversa ‏ وASD Pianura ‏.

## روابط خارجية
- غايتانو ليتيزيا على موقع قاعدة بيانات كرة القدم.إي يو (الإنجليزية)
- غايتانو ليتيزيا على موقع Soccerbase.com (لاعب) (الإنجليزية)
- غايتانو ليتيزيا على موقع Soccerway.com (الإنجليزية)
- غايتانو ليتيزيا على موقع عالم كرة القدم.نت (الإنجليزية)
- غايتانو ليتيزيا على موقع AS.com (الإسبانية)